# Control (album de Janet Jackson)
Control este un album al cântăreței americane Janet Jackson apărut în 1986.